# Metoposauroidea
Metoposauroidea — надродина вимерлих земноводних ряду темноспондили (Temnospondyli). Надряд існував і середині та кінці тріасу. Скам'янілі рештки представників групи знайдено у Північній Америці, Європі та Північній Африці, що складали у цей час єдиний материк Лавразію.

## Класифікація
Metoposauroidea включає дві родини — Metoposauridae і Latiscopidae.